# José María Solé
José María Solé Mariño (La Coruña, 1941 – 13 de marzo de 2016) es un divulgador histórico, periodista y escritor español, autor de numerosos libros y artículos de historia.

## Formación y carrera
Licenciado en Sociología y Ciencias Políticas por la Universidad Complutense de Madrid, se especializó en el estudio, tratamiento y divulgación de temas relacionados con la Historia Contemporánea. Desde 1976 colabora con las revistas Tiempo de Historia e Historia 16 y, a partir de 1985, es redactor de esa última. En 1998 formó parte del núcleo fundador de las revistas La Aventura de la Historia y Descubrir el Arte, de las que actualmente es coordinador.

## Obra
- La tierra del breve pie: los viajeros contemplan a la mujer española, Madrid, Veintisiete Letras, 2007. ISBN 978-84-935969-6-5
- Apodos de los Reyes de España, Madrid, La Esfera de los Libros, 2007. ISBN 84-9734-593-2.
- Los reyes infieles: amantes y bastardos: de los Reyes Católicos a Alfonso XII, Madrid, La Esfera de los Libros, 2005. ISBN 84-9734-362-X.
- Los pícaros borbones: de Felipe V a Alfonso XIII, Madrid, La Esfera de los libros, 2003. ISBN 84-9734-110-4. Reed. formato bolsillo, ídem. (2005) ISBN 84-9734-290-9.
- Jean Pierre en la Revolución, ilustraciones de Alicia Cañas, col. Cuentos Históricos n.º 8, Madrid, Bruño, 1991. ISBN 84-216-1652-8.
- L'Antic Egipte, ilustraciones de Alicia Cañas, Madrid, Bruño, 1990. ISBN 84-216-1240-9. En catalán.
- La Revolución francesa, ilustraciones de Alicia Cañas, Madrid, Bruño, 2004.ISBN 84-216-1151-8. 2.ª ed. ídem. 2008, ISBN 84-216-1151-8. Traducción al gallego: A Revolución Francesa, La Coruña, Bruño, 2005. ISBN 84-216-1257-3. Traducción al catalán: La Revolució Francesa, Madrid, Bruño, 2005. ISBN 84-216-1247-6.
- La Revolución industrial, ilustraciones de Ángel Esteban, Madrid, Bruño, 1989. ISBN 84-216-1152-6. 2.ª ed. Ibid. 1990. ISBN 84-216-1152-6. Traducción al catalán: La revolució industrial, Sant Adriá de Besós, Bruño, 1990. ISBN 84-216-1248-4.
- La América de Franklin Delano Roosevelt, Cuadernos de Historia 16, Madrid, Información y Revistas, 1985. DL M 41536-1985.

### Edición y redacción
- Leandro Alfonso de Borbón Ruiz, De bastardo a Infante de España, prólogo de Luis Martínez-Calcerrada, Madrid, La Esfera de los Libros, 2004. ISBN 84-9734-194-5.
- Leandro Alfonso Ruiz Moragas, El bastardo real: memorias del hijo no reconocido de Alfonso XIII, edición de José María Solé, prólogo de Jaime Peñafiel, Madrid, La Esfera de los Libros, 2002. ISBN 84-9734-190-2.

### Edición en coautoría
- La conquista de México, Miguel León-Portilla, Pedro Carrasco y José María Solé, Cuadernos de Historia 16, Madrid, Cambio 16, 1985. ISBN 84-85229-77-0.
- Australia, José María Solé Mariño... [et al.], Cuadernos de Historia 16, Madrid, Grupo 16, 1985. ISBN 84-7679-096-1
- La revolución de 1905, Elena Hernández Sandoica, José María Solé, Julio Gil Pecharromán, Cuadernos de Historia 16, Madrid, Información y Revistas, 1985. DL M 41536-1985.
- Franco acorralado: la reconstrucción de Europa, José María Sole Mariño et al., Madrid, Información y Revistas, 1983, ISBN 84-7679-390-1.

### Prólogos
- Luis Español Bouché, Franceses en el Camino, prólogo de José María Solé, presentación de Josep Corominas i Busqueta, Barcelona, Gran Logia de España, 2005, ISBN 84-609-6137-0.

### Traducciones
- Lucette Destouches y Véronique Robert, Céline Secreto, Madrid, Veintisiete Letras, 2009, ISBN 978-84-936358-9-3
- Jablanczy, Adrienne, La Bolsa, traducción del francés de José María Solé Mariño, adaptación de Juan Fernández Jaquotot, Madrid, Acento, 1996. ISBN 84-483-0082-3.

### Artículos

#### EnLa Aventura de la Historia
- "Amadeo de Saboya: rey picaflor", La Aventura de la historia, ISSN 1579-427X, n.º. 84, 2005, pags. 84-89.
- "El trompè l'oeil, ilusión y engaño", Descubrir el arte, ISSN 1578-9047, n.º 78, 2005, pags. 58-61.
- "Pasión sacrílega", La Aventura de la historia, ISSN 1579-427X, n.º. 63, 2004, pags. 90-93.
- "Ocaso fascista: Mussolini y sus fantasmas, La Aventura de la historia, ISSN 1579-427X, n.º. 60, 2003, pags. 28-35.
- "Libros", La Aventura de la historia, ISSN 1579-427X, n.º. 59, 2003, pags. 96-102.
- "Moscú, la huella de Stalin", La Aventura de la historia, ISSN 1579-427X, n.º. 56, 2003, pags. 92-97.
- "La forja de una gran potencia: El conquistador", La Aventura de la historia, ISSN 1579-427X, n.º. 55, 2003, pags. 81-85.
- "Felipe V esperaba el trono de Francia: Ambición", La Aventura de la historia, ISSN 1579-427X, n.º. 53, 2003, pags. 50-54.
- "El Bastardo: hijo de Alfonso XIII y de 'la Moragas'", La Aventura de la historia, ISSN 1579-427X, n.º. 44, 2002, pags. 74-77.
- "Enigmas y falsificaciones: Christopher Marlowe, el oscuro fin de un maldito", La Aventura de la historia, ISSN 1579-427X, n.º. 43, 2002, pags. 100-102.
- "Goering, el expoliador", La Aventura de la historia, ISSN 1579-427X, n.º. 75, 2005, pags. 34-39.
- "Enigmas y falsificaciones: el suicidio del golpista indeciso", La Aventura de la historia, ISSN 1579-427X, n.º. 36, 2001, pags. 88-91.
- "La Vía de la Plata", La Aventura de la historia, ISSN 1579-427X, n.º. 35, 2001, pags. 48-51.
- "Enigmas y Falsificaciones: el discutido padre Francisco de Paula", La Aventura de la historia, ISSN 1579-427X, n.º. 34, 2001, pags. 84-87.
- "Enigmas y Falsificaciones: ¿Dónde está el zar?", La Aventura de la historia, ISSN 1579-427X, n.º. 31, 2001, pags. 100-102.
- "Felipe V, cabalgata hacia el trono", La Aventura de la historia, ISSN 1579-427X, n.º. 28, 2001, pags. 26-31.
- "Personaje: Pablo Iglesias", La Aventura de la historia, ISSN 1579-427X, n.º. 24, 2000, pags. 103-105.
- "Yuste, el último refugio del Emperador", La Aventura de la historia, ISSN 1579-427X, n.º. 20, 2000, pags. 54-60.
- "Personaje: Hindenburg", La Aventura de la historia, ISSN 1579-427X, n.º. 18, 2000, pag. 119.
- Personaje: San Vicente Ferrer", La Aventura de la historia, ISSN 1579-427X, n.º. 15, 2000, pag. 107.
- "Personaje: George Washington", La Aventura de la historia, ISSN 1579-427X, n.º. 14, 1999, pag. 105.
- "Personaje: El Emperador del Paralelo", La Aventura de la historia, ISSN 1579-427X, n.º. 8, 1999, pag. 139

#### EnDescubrir el Arte
- "Deslumbramiento en negro", Descubrir el arte, ISSN 1578-9047, n.º 57, 2003, pags. 84-89.
- "A mayor gloria del grabado", Descubrir el arte, ISSN 1578-9047, n.º 57, 2003, pags. 96-100.
- "El sueño de Pedro el Grande", Descubrir el arte, ISSN 1578-9047, n.º 53, 2003, pags. 68-73.
- "Maastricht, antigüedades exclusivas", Descubrir el arte, ISSN 1578-9047, n.º 50, 2003 (ejemplar dedicado a: Picasso), pags. 92-94.
- "Delft, un universo inmutable", Descubrir el arte, ISSN 1578-9047, n.º 48, 2003, pags. 30-34.
- "Felipe VI visita a Felipe V", Marina Alfonso Mola, Carlos Martínez Shaw, María de los Santos García Felguera, José María Solé Mariño, Delfín Rodríguez Ruiz, Pascal Torres Guardiola, Descubrir el arte, ISSN 1578-9047, n.º 45, 2002 (Ejemplar dedicado a: Felipe VI en la corte de Felipe V), pags. 22-40.
- "Leni Riefenstahl: belleza en movimiento", Descubrir el arte, ISSN 1578-9047, n.º 42, 2002, pags. 55-57.

#### EnHistoria 16
- "Francia, el estigma de la II Guerra Mundial", Pablo J. de Irazazábal, José María Solé Mariño, David Solar Cubillas, Historia 16, ISSN 0210-6353, n.º 263, 1998, pags. 56-87.
- "La aventura asiática de Citroën", Historia 16, ISSN 0210-6353, n.º 248, 1996, pags. 99-103.
- "1956: El año del miedo", José María Solé Mariño, Pablo J. de Irazazábal, David Solar Cubillas, Historia 16, ISSN 0210-6353, n.º 246, 1996, pags. 47-78.
- "El 'Crucero Negro': Citröen descubre África", Historia 16, ISSN 0210-6353, n.º 238, 1996, pags. 113-117.
- "André Citroën: la creatividad", Historia 16, ISSN 0210-6353, n.º 234, 1995, pags. 147-152.
- "Fundación Santa María: la efectividad de una ética", Historia 16, ISSN 0210-6353, n.º 231, 1995, pags. 116-118.
- "Paisaje después de una Guerra", José María Solé Mariño, Ángel Bahamonde Magro, Historia 16, ISSN 0210-6353, n.º 228, 1995, pags. 57-86.
- "Fundación Argentaria: arte y ciencia", Historia 16, ISSN 0210-6353, n.º 225, 1995, pags. 118-122.
- "Fundación ONCE: la creación de empleo", Historia 16, ISSN 0210-6353, n.º 224, 1994, pags. 106-110.
- "El Metro de Madrid cumple 75 años", Historia 16, ISSN 0210-6353, n.º 222, 1994, pags. 87-92.
- "El desembarco de Normandía: Francia, junio de 1944", Historia 16, ISSN 0210-6353, n.º 220, 1994, pags. 56-64.
- "La Complutense: una muestra modélica", Historia 16, ISSN 0210-6353, n.º 219, 1994, pags. 107-110.
- "1919: La reconstrucción de Europa: La disgregación del Imperio zarista", Historia 16, ISSN 0210-6353, n.º 215, 1994, pags. 70-77.
- "Villanueva de los Infantes: una maravilla inesperada", Historia 16, ISSN 0210-6353, n.º 213, 1994, pags. 109-112.
- "La marcha sobre Roma, 70 años: el hundimiento del sistema liberal", Historia 16, ISSN 0210-6353, n.º 199, 1992, pags. 63-70.
- "Matrimonio de conveniencia: relaciones germano-soviéticas 1918-1938", Historia 16, ISSN 0210-6353, n.º 182, 1991, pags. 57-67.
- "El reparto de Europa", Historia 16, ISSN 0210-6353, n.º 169, 1990, pags. 13-24.
- "La II Guerra Mundial", cincuenta aniversario: la "drole de guerre", Historia 16, ISSN 0210-6353, n.º 162, 1989, pags. 62-71.
- "El final de la Gran Guerra (otoño de 1918)", Gabriel Cardona Escanero, José María Solé Mariño, Rosario de la Torre del Río, Historia 16, ISSN 0210-6353, n.º 152, 1988, pags. 45-74.
- "Dos siglos de historia", Historia 16, ISSN 0210-6353, n.º 149, 1988, pags. 38-43.
- "Las últimas elecciones en Alemania", Historia 16, ISSN 0210-6353, n.º 175, 1990, pags. 12-18.
- "La hora de los vencedores", Historia 16, ISSN 0210-6353, n.º 112, 1985, pags. 75-86.
- "El ministerio Tujachevski", Historia 16, ISSN 0210-6353, n.º 139, 1987, pags. 11-17.
- "Octubre de 1956: la insurrección de Hungría", Historia 16, ISSN 0210-6353, n.º 126, 1986, pags. 11-27.
- "El Tratado de Austria", Historia 16, ISSN 0210-6353, n.º 113, 1985, pags. 75-85.
- "Del domingo rojo al soviet", Historia 16, ISSN 0210-6353, n.º 105, 1985, pags. 66-72.
- "Azaña, el ocaso de un presidente", Historia 16, ISSN 0210-6353, n.º 96, 1984, pags. 11-24.
- "La caída de Mussolini", José María Solé Mariño, David Solar Cubillas, Historia 16, ISSN 0210-6353, n.º 87, 1983, pags. 11-24.
- "El 'New Deal' de Roosevelt, la gran ilusión", Historia 16, ISSN 0210-6353, n.º 82, 1983, pags. 73-82.
- "La República de Weimar", Historia 16, ISSN 0210-6353, n.º 81, 1983, pags. 57-67.
- "La República de Béla Kun", Historia 16, ISSN 0210-6353, n.º 50, 1980, pags. 58-65.